# Bernd Cullmann
Bernd Cullmann (Idar-Oberstein, 11 de octubre de 1939-13 de enero de 2025) fue un atleta alemán, especializado en la prueba de 4 x 100 m en la que llegó a ser campeón olímpico en 1960.

## Carrera deportiva
En los JJ. OO. de Roma 1960 ganó la medalla de oro en los relevos 4 x 100 metros, con un tiempo de 39.5 segundos que igualaba el récord del mundo, llegando a meta por delante de la Unión Soviética (plata) y Reino Unido (bronce), siendo sus compañeros de equipo: Armin Hary, Walter Mahlendorf y Martin Lauer.